# Carl Adolph von Mehlig
Carl Adolph von Mehlig (polnisch Karol Adolf de Mehlig; * um 1737; † 21. Dezember 1813 in Dresden-Neustadt) war ein sächsisch-polnischer Hauptmann, Münzmeister und Oberforstmeister.

## Leben
Mehlig wurde als Sohn des sächsisch-polnischen Beamten Johann Christian Mehlig (1704–1774) geboren. Sein Vater war zunächst herrschaftlicher Bauverwalter beim Bau des Schlosses von Pförten und wurde 1765 als Schreiber zur Krakauer Münzstätte berufen. Der Vater setzte sich später mit seiner zweiten Frau, einer Tochter von Salomon Gottlob Frentzel, in Colditz zur Ruhe und starb dort Mitte der 1770er Jahre.
Carl Adolph Mehlig war zunächst in einer sächsischen Plattenfabrik beschäftigt und wurde im Jahr 1766 vom polnischen Oberst Konstanty Jabłonowski zur Warschauer Münzstätte berufen. Bis 1791 blieb er Schreiber bei der Warschauer Münze; schließlich übernahm er die Leitung der Münzstätte nach dem Tod des vorherigen Münzmeisters Ephraim von Brenn. Die Münzstätte leitete Mehlig bis 1794. Als Münzmeister zeichnete er sich vor allem dadurch aus, dass er das Rohsilber im Stempeltiegel mit einem halben Gramm Feinsilber veredelte. Die polnischen Münzen aus seiner Zeit sind mit dem Monogramm M. W. für Mennica Warszawska (Warschauer Münze) geprägt worden.
Im Jahr 1775 wurde Mehlig vom polnischen König Stanislaus II. in den erblichen Adelsstand erhoben.
Als Hauptmann wirkte Mehlig bei den polnischen Pontonieren. Zusätzlich bekleidete er im Jahr 1772 das Bürgermeisteramt des Dorfes Blizno bei Radzyń Chełmiński. Seit den 1790er Jahren wurde Mehlig königlich-polnischer Oberforstmeister. In dieser Rolle führte er Inspektionen der königlichen Wälder in Polen-Litauen durch, insbesondere des Waldes um Kozienice. Aus dem Jahr 1794 ist eine Schrift überliefert, in der Mehlig Hinweise zur Waldvermessung, Inventarisierung von Baumbeständen, Methoden zur künstlichen Aufforstung, Jagd und Bienenzucht gab.
Als einer der Repräsentanten der protestantischen Gläubigen von Warschau setzte sich Mehlig für die Gründung einer evangelischen Gemeinde in der Stadt ein. Trotz seiner jahrzehntelangen Tätigkeit in Polen sprach Mehlig kein Polnisch. All seine Schriften sind in deutscher Sprache verfasst.
In Warschau lebte Mehlig in der Warschauer Straße Bielańska, im selben Haus, in dem auch sein Vorgänger Ephraim von Brenn lebte. Nach vielen Jahren in Polen, ließ sich Mehlig Ende der 1790er Jahre in Dresden nieder. Er war mit Sophia Elisabeth Teucher verheiratet, die ein Jahr vor ihm in Dresden-Neustadt verstarb.